# 8 км (зупинний пункт, Полтавська дирекція Південної залізниці)
8 кіломе́тр (також Свердловка) — пасажирський залізничний зупинний пункт Полтавської дирекції Південної залізниці.
Розташований за кількасот метрів від села Вільне Світловодського району Кіровоградської області на лінії Бурти — Рублівка між станціями Бурти (8 км) та Світловодськ (4 км).
Станом на березень 2020 року щодня три пари дизель-потягів прямують за напрямком Бурти — Світловодськ/27 км.